# 프리템포
프리템포(영어: FreeTEMPO)는 일본의 디스크자키인 한자와 다케시(1977년 3월 10일~, 일본어: 半沢 武志)의 솔로 유닛이다. 시부야 클럽에서 활동을 시작하여 주로 재즈와 보사노바 장르의 음악을 작사·작곡하고 있다. 가수는 주로 외부의 다른 밴드의 가수가 기용되며, 아주 가끔씩 본인이 맡기도 한다.

## 활동 내역
2000년에 이탈리아에서 데뷔를 하여 활동을 시작했다가, 이후에 일본의 센다이시로 활동 거점을 옮겼다. 대한민국 내에서는 블로그와 웹사이트 등의 여러 곳에서 소개된 것을 계기로 FreeTEMPO의 음악이 MP3로 퍼지면서 널리 이름을 알렸다. 이미 대한민국을 방문하여 몇차례의 공연을 치른 것으로 알려져 있으며, 정식으로 소개된 것은 2년의 시간이 흐른 후인 2006년이다. 2012년에는 대한민국의 2인조 음악 그룹인 UV의 멤버인 뮤지와 믹스 아시아라는 프로젝트 그룹을 결성해 활동하기도 했다. 정규 앨범인 《Tense》가 발매되었던
2010년 이후로는 주로 본명인 한자와 다케시로 활동을 하며, 프리템포란 예명을 거의 사용하지 않았다.

## 음반
발매날짜는 일본에서 CD가 발매된 날짜를 기준으로 한다.

### 싱글
1. 〈Love affair〉 CD.2002/1月20日
2. 〈Sky High〉 LP.2003年3月30日, (1000장만 제작된 프로모션용 12인치 앨범, 생산종료)
3. 〈The world is echoed. EP1〉(forestnauts records) LP.2003年5月12日
4. 〈Namorada do vento e.p. 〉 - FreeTEMPO meets Scoobie Do LP.2003年12月17日
5. 〈The world is echoed. EP2〉 - 12inch.LP.2004年3月24日
6. 〈The World Echoes And Suits〉 - 12inchLP.2004年7月21日(※HMV시부야 점 한정판매)
7. 〈The World Echoes And Suits(Limitation mix)〉
8. 〈It Spreads(Limitation mix)〉
9. 〈Harmony〉(2007/02/07)
10. 〈Beautiful World〉(2009/01/16)

### 앨범
1. 《The world is echoed》(2003/07/12)
2. 《Love affair》(2003/12/17)
3. 《Oriental Quaint》(2005/01/21)
4. 《IMAGERY》(2006/04/12)
5. 《SOUNDS》(2007/9/5)
6. 《Beautiful World》(2009/1/16)
7. 《Miss You Remix》(2009/10/28)
8. 《life》(2010/3/10)
9. 《TENSE》(2010/12/8)